# 루이지 카도르나
루이지 카도르나(이탈리아어: Luigi Cadorna, 1850년 9월 4일, 베르바니아 ~ 1928년 12월 21일, 보르디게라)는 이탈리아의 육군 원수로, 제1차 세계 대전 동안 이탈리아군의 참모총장으로 활약하였다.
제1차 세계대전 당시, 30개월 동안 참모총장을 지내면서 이탈리아군을 지휘해 1915년부터 이손초 강에서 오스트리아의 군대와 전투를 벌여서 5월 14일부터 6월까지 트렌티노 공세에서 반격을 하여 오스트리아군의 공세를 저지하는 데 성공했다. 그러나, 5월 24일에 벌어진 1차 이손초 전투가 홍수로 대패하고 7월 29일에는 오스트리아에게 2~4 이손초 전투까지 대패하고 28만 명의 병사가 전사했다. 1916년 3월 11일에 5~9차 이손초 전투가 오스트리아에게 다시 대패해 50만 명의 사상자를 냈다. 1916년 8월에 고리치아 전투에서 오스트리아를 무찌르고 고리치아를 점령해 다시 회복을 했으나, 1917년 5월 12일에 10~12차 이손초 전투를 치르고 대패했다. 하지만 바엔세차 전투에서 승리해 약간의 부끄러움을 덜 수는 있었다.
1917년 10월 24일에 오스트리아와 독일과 카포레토 전투를 벌여 참패함으로써 본국으로 송환, 아르만도 디아츠가 지휘권을 갖게 되었다. 종전 후에 육군 원수가 되었다.